# LandawarijaR
landawarijaR je deveti studijski album norveškog black/viking metal sastava Helheim. Album je 20. siječnja 2017. godine objavila diskografska kuća Dark Essence Records.

## Popis pjesama
Tekstovi: V'gandr, glazba: H'grimnir i V'gandr.
| 1.    | »Ymr«                 | 5:59 |
| 2.    | »Baklengs mot intet«  | 7:19 |
| 3.    | »Rista blóðørn«       | 8:23 |
| 4.    | »landawarijaR«        | 9:45 |
| 5.    | »Ouroboros«           | 7:20 |
| 6.    | »Synir af heidindomr« | 7:53 |
| 7.    | »Enda-dagr«           | 8:34 |
| 55:13 |                       |      |

## Zasluge
Helheim
- V'gandr – vokali, bas-gitara
- Hrymr – bubnjevi, programiranje bubnjeva
- H'grimnir – vokali, ritam gitara, naslovnica
- Reichborn – solo gitara

Dodatni glazbenici
- William Hut – dodatni vokali
- Morten Egeland – dodatni vokali
- Pehr Skjoldhammer – dodatni vokali
- Bjornar E. Nilsen – dodatni vokali, produkcija
- Ottorpedo – dodatni vokali

Ostalo osoblje
- Herbrand Larsen – mastering